# Resolució 414 del Consell de Seguretat de les Nacions Unides
La Resolució 414 del Consell de Seguretat de les Nacions Unides, fou aprovada el 15 de setembre de 1977. Després d'escoltar el representant permanent de la República de Xipre, el Consell va expressar la seva preocupació per la recent evolució del país, especialment en l'àrea de Famagusta. Va assenyalar la urgència del progrés en la solució de la pau, reafirmant les resolucions 365 (1974), 367 (1975) i la Resolució n. 2312 de l'Assemblea General de les Nacions Unides (1974).
El Consell va demanar al Secretari General que continués supervisant la situació.
La resolució es va aprovar sense vot.